# Jiří Pehe
Jiří Pehe (ur. 26 sierpnia 1955 w Rokycanach) – czeski politolog i pisarz.
Studiował prawo i filozofię na Uniwersytecie Karola w Pradze, gdzie uzyskał tytuł magistra w 1978 i doktorat w 1980 roku. We wrześniu 1981 r. uciekł z Czechosłowacji przez Jugosławię do Włoch.
Po krótkim pobycie w obozie dla uchodźców niedaleko Rzymu, wyemigrował z żoną do Nowego Jorku w USA. Do 1983 roku pracował jako strażnik nocny w hotelu. Uczęszczał na Wydział Studiów Spraw Międzynarodowych (ang.: School of International Affairs) na Uniwersytecie Columbia w Nowym Jorku, który ukończył w 1985 roku. Od 1985 do 1988 roku pracował dla Freedom House.
Od sierpnia 1988 roku pracował jako analityk problematyki czechosłowackiej w Radio Wolna Europa w Monachium. W listopadzie 1989 roku został szefem Wydziału Badań i Analiz ds. Europy Środkowej RWE. Po przeniesieniu siedziby Radia Wolna Europa z Monachium do Pragi w 1995 roku, wrócił do Czech. Od 1995 do 1997 roku pełnił funkcję dyrektora Departamentu Analiz i Badań w Open Media Research Institute w Pradze.
Od 1997 do 1999 był dyrektorem gabinetu politycznego w kancelarii prezydenta Czech Václava Havla i następnie pełnił obowiązki doradcy do spraw polityki zagranicznej przy prezydencie Czech do 2003 roku.
Pehe jest autorem wielu esejów i opracowań, które pojawiły się w prasie światowej i publikacji naukowych. Opublikował także kilka książek, w tym trzy powieści. Od 1999 Jiří Pehe jest dyrektorem zagranicznego oddziału Uniwersytetu Nowojorskiego w Pradze. Jest członkiem International Forum for Democratic Studies Research Council. Jest współtwórcą socjaldemokratycznego think tank CESTA (cz.: DROGA). Jego komentarze, jako analityka politycznego, dotyczące bieżących wydarzeń politycznych, są publikowane w czeskiej telewizji, w czeskim radio i wydawnictwach oraz w portalach internetowych.

## Publikacje
- 1988: The Prague Spring: a mixed legacy, Wydawnictwo University Press of America, ISBN 978-09-3208-828-4 (ang.)[14]
- 2006: Na okraji zmizelého, Wydawnictwo Prostor, ISBN 978-80-7260-157-8 (cz.)[15]
- 2009: Tři tváře anděla, Wydawnictwo Prostor, ISBN 978-80-7260-209-4 (cz.)[16]
- 2010: Demokracie bez demokratů – Úvahy o splečnosti a politice, Wydawnictwo Prostor, ISBN 978-80-7260-234-6 (cz.)[17]
- 2010: Klaus – portrét politika ve dvaceti obrazech, Wydawnictwo Prostor, ISBN 978-80-7260-240-7 (cz.)[18]
- 2012: Krize, nebo konec kapitalismu?, Wydawnictwo Prostor, ISBN 978-80-7260-267-4 (cz.)[19]
- 2013: Mimořádná událost, Wydawnictwo Prostor, ISBN 978-80-7260-281-0 (cz.)[20]